# Кыргызстан на зимних Азиатских играх 2025
Кыргызстан представят 50 спортсменов в 5 видах на зимних Азиатских играх 2025 года, которые пройдут с 7 по 14 февраля 2025 года в Харбине, Китай.

## Квалификация
Ниже приведен список количества участников в Играх.
| Вид спорта        | Мужчины | Женщины | Всего |
| ----------------- | ------- | ------- | ----- |
| Биатлон           | 4       | 5       | 9     |
| Кёрлинг           | 4       | 5       | 9     |
| Горнолыжный спорт | 7       | 4       | 11    |
| Фигурное катание  | 0       | 2       | 2     |
| Хоккей            | 19      | 0       | 19    |
| Всего             | 34      | 16      | 50    |

## Состав команды
Биатлон
1. Эльдар Кадыров
2. Артур Сапарбеков
3. Муса Рахманберди уулу
4. Нурислам Жумалиев
5. Диана Таалайбекова
6. Мадина Саралаева
7. Бахиана Таалайбекова
8. Акылай Казиева
9. Антонина Борисенко

Тренер: Александр Левданский
 Кёрлинг
1. Бексултан Мырзабаев
2. Исхак Абыкеев
3. Мухамед Дасифу
4. Айбек Асаналиев
5. Керемет Асанбаева
6. Амина Юсупова
7. Тунук Сексенова
8. Нурданат Уланова
9. Айсулуу Мейманбек кызы

Главный тренер: Тынчтыкбек Саматов
 Горнолыжный спорт
1. Надим Мухтаров
2. Евгений Тимофеев
3. Роман Нарчуганов
4. Насыр Хуров
5. Тимур Шакиров
6. Максим Гордеев
7. Александр Коробов
8. Альбина Ибрагимова
9. Арина Шабанова
10. Самира Аматова
11. Альбина Иванова

Главный тренер: Иван Борисов

Тренеры: Улан Шаршен уулу, Бакыт Түлөжанов
 Фигурное катание
1. Дарья Снеговская
2. Анна Шаймер

 Хоккей
1. Адиль Бекмуратов
2. Белек Максатбеков
3. Александр Титов
4. Эрназар Исаматов
5. Исламбек Абдыраев
6. Денис Попов
7. Кузьма Терентьев
8. Егор Лещенко
9. Мамед Сейфулов
10. Адис Качкынбеков
11. Эрсултан Мирбеков
12. Антон Кудашев
13. Адилет Нуралиев
14. Захар Бем
15. Султан Исманов
16. Тахир Супохунов
17. Артём Васильев
18. Максим Егоров
19. Арслан Мараимбеков

Главный тренер: Михаил Чеканов

Тренеры: Саламат Тыналиев, Жыргал Абдылдаев
Источник: соцсети департамента физической культуры и спорта КР